# 陳其采

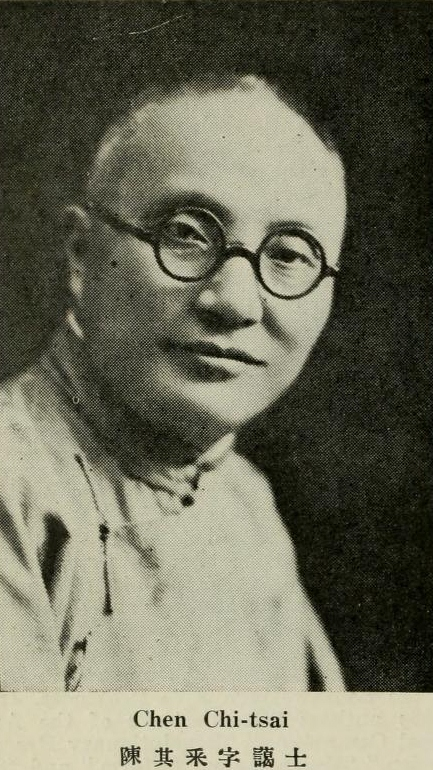

陳其采（1880年10月21日—1954年8月7日）字藹士，别号涵廬，浙江省湖州府（今吴兴区）人，清末、中華民国軍事将领、政治家、銀行家、实业家。陈其业、陳其美的弟弟，陳果夫、陳立夫兄弟（陈其业之子）的叔父。

## 生平

### 革命派的活動
陳其采早年先后毕业于上海中西書院、金陵同文館、江南儲材学堂。1895年（光緒21年），赴日本留学，先入成城学校，后入陸軍士官学校。毕业後，于1903年（光緒29年）归国，任長沙武備学堂总教習、監督，新軍統带。其間，秘密参加革命派的活动。後来，他调到驻南京的新軍第9鎮，其后升任軍諮府第3厅厅長。此后，他到保定陸軍軍官学校任監督。
辛亥革命爆发后，他任革命派的徐紹楨率领的进攻南京的軍队的参謀。中華民国成立後的1912年（民国元年），任大总統府諮議、江蘇都督府参謀厅厅長。1913年（民国2年）二次革命爆发，他随兄长陳其美进攻江南機器局，敗北后流亡日本。

### 转向銀行界和实业界

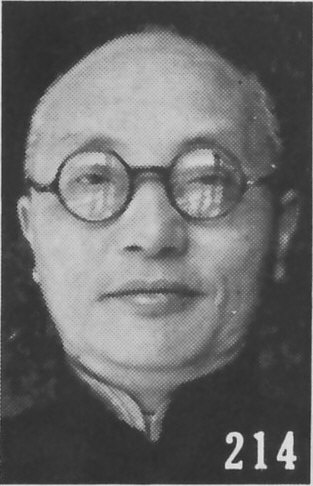
陳其采
《最新支那要人传》(1941年)

此後，陳其采事实上退出軍界，转而投入实业界、政界。归国後，任中国銀行总文書，后应張謇之聘任大豊公司总经理。後来，他回到中国銀行，任中国银行杭州分行副行長（代理行務）。1924年（民国13年），湖州旅滬同乡会成立，陳其采当选理事長。
1926年（民国15年），陳其采任江浙財政委員会主任委員、浙江政治分会委員。翌年5月，任浙江省政務委員会委員，兼浙江省財政厅厅長（10月，浙江省政務委員会改组为浙江省政府，陈其采继续留任）。6月，任国民政府導淮委員会副委員長，并兼任该委员会財務处处長。1928年（民国17年）11月，任江海关監督，翌年4月任上海市臨時政治委員会委員。
1930年（民国19年）3月，陳其采任江蘇省財政厅厅長。同年12月，任国民政府主計处籌備委員会主任，翌年3月主計处成立，任主計長。其后，历任中央銀行常務理事、中国銀行董事、交通銀行常務董事（後代理董事長）、中英庚款保管委員会董事、中国農民銀行常務董事等职务。1941年（民国30年）9月，任行政院水利委員会委員。1944年（民国33年）3月，任中央銀行常任理事。
抗日战争结束後的1946年（民国35年）10月，陳其采任国民政府委員，後任总統府国策顧問。第二次国共内战末期随中華民國政府赴台湾。
1954年（民国43年）8月7日，陈其采在台湾病逝。享年75岁（满73歳）。